# 宮ヶ瀬レイクサイドエフエム
宮ヶ瀬レイクサイドエフエム（みやがせレイクサイドエフエム）は、神奈川県愛甲郡清川村の一部地域を放送対象地域として超短波放送（FM放送）を営む特定地上基幹放送事業者である宮ヶ瀬レイクサイドエフエム放送機構株式会社が保有する特定地上基幹放送局の呼出名称であり、愛称でもある。
宮ヶ瀬レイクサイドエフエム放送機構は、もう一つの愛称のむらラジやまラジ836を併用してコミュニティ放送をしている。

## 概要
2010年（平成22年）開局。関東総合通信局管内で唯一、村に所在するコミュニティ放送局であり、清川村の人口は、FMうけんのある鹿児島県大島郡宇検村に次いで2番目に少ない。
清川村で電気工事会社の朝倉電気を営む朝倉德男らが設立した。代表取締役社長には朝倉德男が、代表取締役放送事業者に望月千弘が就任した。望月千弘と放送局長の志村寧子がマスメディア集中排除原則にいう支配関係にある。
清川村は峠を隔てて分かれており、本社・演奏所（スタジオ）は宮ヶ瀬湖湖畔の宮ヶ瀬にある。送信所は親局が村役場のある煤ヶ谷にあり、特定地上基幹放送局の呼出符号はJOZZ3BT-FM、周波数83.6MHz、空中線電力2W、中継局は本社・スタジオと同じ宮ヶ瀬にあり、同周波数で空中線電力は20Wと中継局の方が大出力で、二局をあわせた放送区域は清川村の一部地域。
清川村は、約90%の世帯が親局を中心とした半径2.5km以内にあり、空中線電力2Wの放送区域で全世帯の約84%を確保できる。残り約10％の世帯は中継局を中心とした半径7km以上にあり、空中線電力をコミュニティ放送では最大の20Wとすると放送区域内に全世帯の約6%が含まれる。結果、全体で約90%の世帯が放送区域内に入った。
ベリカードを発行しており、郵送による受信報告書を受け付けている。
清川村とは「災害時における放送に関する協定書」を締結している。

## 沿革
- 2009年（平成21年）
  - 11月18日 - 宮ヶ瀬レイクサイドエフエム放送機構株式会社設立[4]。
  - 12月1日 - 親局と中継局の放送局（現・特定地上基幹放送局）の予備免許取得[8]。
  - 3月30日 - 親局と中継局の放送局の免許取得[2][9]。
  - 3月31日 - 開局[9]。午前5時より放送開始。
- 2012年（平成24年）8月1日 - 清川村と「災害時における放送に関する協定書」を締結[7]。
- 2021年（令和3年）1月17日 - 神奈川FMネットワーク（KFN）に加盟[10]。この時点での県内の全コミュニティ放送局がKFNに加盟した。

## 番組
2010年（平成22年）11月現在
- 宮ヶ瀬レイクサイドステーション（休日は「宮ヶ瀬レイクサイドステーションホリデー」）（8:00 - 18:00）
  - 朝ラジ（平日 8:00）
  - みんなで唄おう　836（平日 8:30）
  - ラジオきよかわだより（毎日 8:45、12:30、15:30、17:30）
  - ようこそ清川、ようこそ宮ヶ瀬湖へ（休日 10:00、14:00）
- 宮ヶ瀬レイクサイドアリーナ（18:00 - 8:00）‐ 音楽が中心

最新の番組は番組表を参照。